# Pórtugos
Pórtugos er en by og kommune i det sydøstlige Spanien i provinsen Granada. Den har et indbyggertal på 385 (2024) indbyggere.